# Proischnura rotundipenne
Proischnura rotundipenne е вид насекомо от семейство Ценагриониди (Coenagrionidae).

## Разпространение
Видът е разпространен в Южна Африка.